# Кярнагис, Витаутас (старший)
Витаутас Кярнагис (лит. Vytautas Kernagis; 19 мая 1951, Вильнюс — 15 марта 2008, Вильнюс) — литовский автор и исполнитель песен, режиссёр и конферансье эстрадных представлений, ведущий телевизионных передач; лауреат Национальной премии Литвы по культуре и искусству (2007).

## Биография

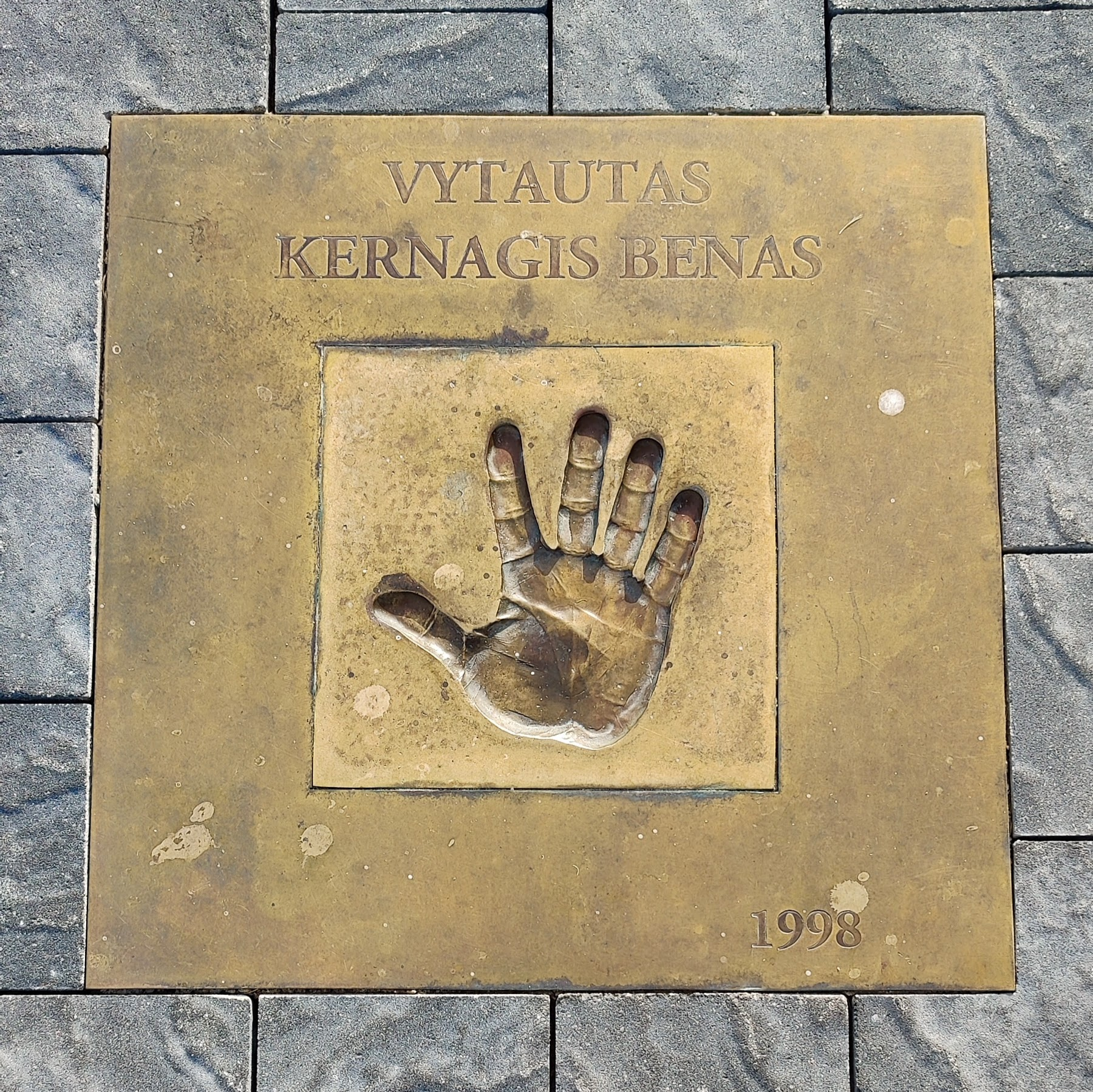
Плита Витаутаса Кярнагиса в Аллее славы (Нида)

Родился в Вильнюсе в семье актёра и режиссёра Александраса Кярнагиса и актрисы Гражины Блинайте-Кярнагене. В 1973 году окончил отделение актёрского мастерства Государственной консерватории Литовской ССР (ныне Литовская академия музыки и театра), затем в 1980 году — Государственный институт театрального искусства им. А. В. Луначарского в Москве, в котором с 1975 году заочно обучался эстрадной режиссуре.
В 1975—1984 годах был режиссёром эстрады Государственной филармонии Литовской ССР. В 1966—1968 годах член музыкальной группы „Aisčiai“, в 1970—1973 годах — „Rupūs miltai“. Создатель и руководитель групп Kabaretas „Tarp girnų“ (1979—1983), „Dainos teatras“ (1985—1991).
Был ведущим различных телевизионных развлекательных передач. 

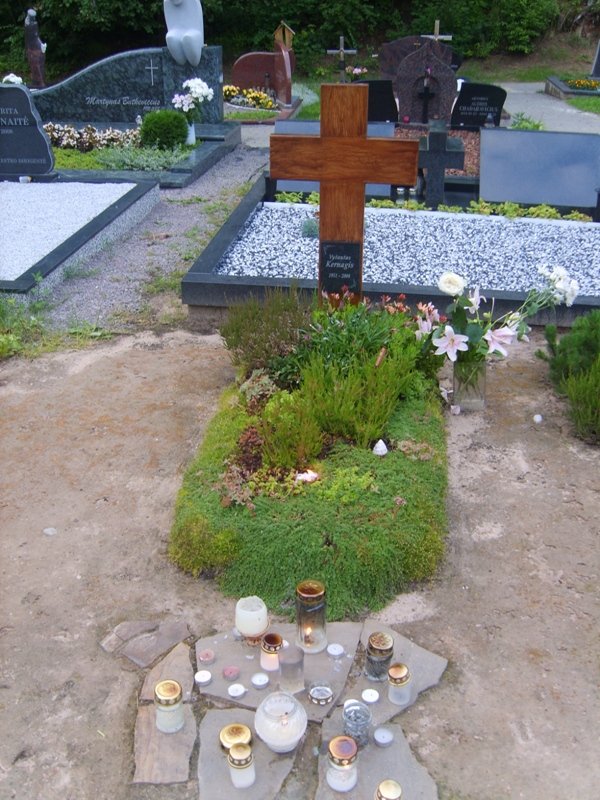
Могила Витаутаса Кярнагиса

Умер в Вильнюсе после тяжёлой болезни (рак желудка) и похоронен на Антакальнисском кладбище.

## Творческая деятельность
Родоначальник литовской «поющейся поэзии», создал около двухсот песен на свои собственные стихи и стихотворения Сигитаса Гяды, Марцелиюса Мартинайтиса, Юозаса Эрлицкаса, Дали Саукайтите, Винцаса Миколайтиса-Путинаса и других поэтов. Записал альбомы песен.
В 1975 году в рок-опере Вячеслава Ганелина «Чёртова невеста» („Velnio nuotaka“, по повести Казиса Боруты «Мельница Балтарагиса»; кинофильм и пластинка) записал партию Гирдвайниса. В мюзикле Гедрюса Купрявичюса «Загонщики огня» („Ugnies medžioklė su varovais“, 1976) исполнил партию Роландаса, в мюзикле композитора Миндаугаса Урбайтиса на стихи Сигитаса Гяды «Поющий и танцующий жаворонок» („Dainuojantis ir šokantis mergaitės vieversėlis“, 1981) — партию Жаворонка.
Исполнял роли и пел в кинофильмах «Когда я был маленьким» („Kai aš mažas buvau“, 1968; режиссёр Альгирдас Араминас), «Маленькая исповедь» („Maža išpažintis“, 1971; режиссёр Альгирдас Араминас), «Извините, пожалуйста!» („Atsiprašau“, 1982; режиссёр Витаутас Жалакявичюс), а также в музыкальном фильме «Что-то случилось» („Kažkas atsitiko“; 1986, режиссёр Артурас Поздняковас).
Выступал с концертами в США, Канаде, Австралии, Франции, Великобритании, Норвегии, Польше, Германии, России и в других странах.

## Награды и звания
- Офицерский крест ордена Великого князя литовского Гядиминаса (2002).
- Национальная премия Литвы по культуре и искусству (2007).

Памятник Витаутасу Кярнагису (Нида)

Скамейка Витаутаса Кярнагиса (Вильнюс)

## Память
- В 2008 году был учреждён благотворительный Фонд Витаутаса Кярнагиса, цели которого включали сохранение памяти об авторе и исполнителе и помощь болеющими онкологическими заболеваниями, под руководством Витаутаса Кярнагиса-младшего[лит.] [3].
- В 2009 году в Ниде был открыт памятник Кярнагису (скульптор Ромас Квинтас).[4]
- В 2011 году в Вильнюсе на проспекте Гедимино напротив Академии музыки и театра открыт памятник Кярнагису в виде бронзовой скамейки с прислонённой к ней гитарой (архитектор Римвидас Казицкас и скульптор Даниэлюс Содейка)[5].